# Mandevilla krukovii
Mandevilla krukovii är en oleanderväxtart som beskrevs av R. E. Woodson. Mandevilla krukovii ingår i släktet Mandevilla och familjen oleanderväxter. Inga underarter finns listade i Catalogue of Life.